# Monoïde libre
Le monoïde libre sur un ensemble A, est le monoïde qu'on peut concevoir comme l'ensemble des mots formés par les éléments de A conçu comme un alphabet, dont les éléments seraient les lettres.

## Exemple
Soit {\displaystyle A=\{0,1\}}. Les lettres de {\displaystyle A} sont {\displaystyle 0} et {\displaystyle 1}. Un mot de longueur {\displaystyle 5} de {\displaystyle A} est par exemple le mot {\displaystyle 01001}. On définit une opération interne sur {\displaystyle A} appelée concaténation des mots. Par exemple, la concaténation de {\displaystyle 01001} et de {\displaystyle 011} dans cet ordre est {\displaystyle 01001011}. Avec le mot vide {\displaystyle \epsilon } de longueur {\displaystyle 0}, on obtient alors une loi associative possédant un élément neutre. Et {\displaystyle A} muni de la concaténation est alors un monoïde, qu'on appelle monoïde libre sur {\displaystyle A}.

## Objet libre
Le monoïde libre sur un ensemble A est le monoïde M contenant A et caractérisé par la propriété universelle suivante : pour tout monoïde N et toute application f : A → N, il existe un unique morphisme de monoïdes de M dans N prolongeant f.
C'est en cela qu'on parle d'objet libre.